# Шібертуй
Шібертуй (рос. Шибертуй) — улус Бичурського району, Бурятії Росії. Входить до складу Сільського поселення Шібертуйське.
Населення — 1167 осіб (2015 рік).